# City of Death
City of Death (La ville de la mort) est le cent-cinquième épisode de la première série de la série télévisée britannique de science-fiction Doctor Who. Filmé à Paris, il fut originellement diffusé sur la BBC en quatre parties du 29 septembre au 20 octobre 1979. Cet épisode est considéré comme l'un des meilleurs par les fans de la série.

## Accroche
Le Docteur et Romana se retrouvent à Paris au XXe siècle. S'apercevant que quelque chose modifie le cours du temps, ils se retrouvent mêlés à une tentative de vol de la Joconde par le comte Scarlioni.

## Distribution
- Tom Baker — Le Docteur
- Lalla Ward — Romana
- Julian Glover — Le comte Scarlioni  / Le capitaine Tancredi
- Catherine Schell — La comtesse Scarlioni
- David Graham — Kerensky
- Kevin Flood — Hermann
- Tom Chadbon (en) — L'inspecteur Duggan
- Peter Halliday — Soldat
- Eleanor Bron, John Cleese — Les amateurs d'art
- Pamela Stirling — La guide du Louvre

## Résumé
Ayant atterri par hasard à Paris en 1979, le Docteur et Romana décident d'en profiter pour visiter la ville. Seulement, leur sens de seigneurs du temps les informent qu'une fissure dans le temps est en train de se créer. Ce pressentiment augmente lorsqu'ils sont en train de contempler la Joconde au musée du Louvre. Le Docteur s'aperçoit qu'une visiteuse porte un bracelet permettant de scanner la pièce et le subtilise. Il s'agit de la comtesse Scarlioni, dont le mari est un important négociant sur le marché de l'art. Celui-ci semble aussi superviser des recherches qu'un scientifique, Kerensky, pratique dans sa cave.
Tout en se faisant braquer le bracelet par deux hommes, le Docteur et Romana entrent en contact avec Duggan, un inspecteur anglais enquêtant sur Scarlioni. Ils sont bientôt conduits de force devant la comtesse, puis le comte qui décide de les enfermer dans la cave. En sortant de leur geôle, le Docteur fait connaissance avec Kerensky qui travaille sur un processus permettant de faire vieillir à vue une poule. Le Docteur lui explique que celui-ci ne fonctionne pas. Dans la cave, Romana trouve une pièce secrète où se trouvent entreposées 6 exemplaires de la Joconde, toutes peintes par Leonard de Vinci. Ils sont surpris par le comte, mais celui-ci se fait assommer par Duggan. Tandis que Duggan et Romana tentent, en vain, d'empêcher le vol de la Joconde au Louvre, le Docteur repart dans l'Italie de la renaissance afin de discuter avec De Vinci. Mais, à son arrivée il tombe sur le capitaine Tancredi, un sosie du comte Scarlioni partageant apparemment, les mêmes souvenirs.
Tancredi révèle au Docteur qu'il se nomme en réalité Scaroth et qu'il est le dernier de la race des Jagaroth. Il a atterri sur Terre, il y a 400 millions d'années, mais à la suite de l'explosion de son vaisseau, différentes versions de lui-même se sont retrouvées à différentes époques de la Terre, interconnectées par une conscience commune. De plus, c'est l'explosion de son vaisseau qui a donné lieu à la vie sur Terre et Scaroth a aidé l'avancement scientifique de l'humanité de sorte à pouvoir revenir dans le temps avant l'explosion. C'est lui aussi qui a commandé les 6 versions de la Joconde à Léonard De Vinci afin de les revendre à des collectionneurs après la découverte d'un vol au Louvre, et ainsi, pouvoir financer les recherches de Kerensky. Trompant la surveillance des gardes, le Docteur en profite pour marquer "ceci est un faux" au marqueur derrière chaque peinture avant de s'enfuir pendant une crise de Tancredi.
Au XXe siècle, après avoir tué le Dr Kerensky sous ses yeux, Scaroth menace Romana de faire exploser la ville de Paris si elle ne l'aide pas. De son côté, le Docteur réussi à convaincre la comtesse que son mari n'est pas humain, ce qui aboutira au meurtre de celle-ci. Fini par Romana, l'appareil de Scaroth lui permet de revenir, durant deux minutes, 400 millions d'années en arrière afin d'empêcher l'explosion, ce qui empêcherait, de même, l'apparition de la vie sur Terre. Le Docteur, Romana et Duggan reviennent grâce au TARDIS jusqu'à ce moment, et tentent de le raisonner. C'est finalement Duggan, qui, en assommant Scaroth d'un coup de poing, empêchera la catastrophe. De retour à Paris, Scaroth se fait tuer par Hermann, un de ses gardes, qui ne l'a pas reconnu sans son masque d'humain. La maison explose, emportant avec elle la Joconde originale. Alors qu'ils sont sur la Tour Eiffel avec Duggan, le Docteur et Romana expliquent que six copies sont disponibles et qu'elles pourront faire l'affaire.

### Continuité
- Le Docteur explique que son dispositif d'ouverture des portes marchait contre les Daleks sur Skaro (en référence à l'épisode précédent.)
- C'est le troisième épisode de la série à se passer à Paris après « The Reign of Terror » et « The Massacre of St Bartholomew's Eve »
- Le Docteur change le processus de vieillissement de Kerensky en inversant la polarité, une action souvent effectuée par le 3e Docteur.
- C'est le premier épisode à faire mention des possibles fissures dans le temps.
- Si K-9 n'apparaît pas dans cet épisode, il est suggéré par une remarque du Docteur qu'il se trouve à l'intérieur du TARDIS.
- Dans l'épisode « The Masque of Mandragora » il est suggéré que le Docteur ne connaissait pas Léonard de Vinci, ce qui suggère qu'ils se sont rencontrés entre-temps.
- Le Docteur dit avoir rencontré William Shakespeare par deux fois. Il le croisera une nouvelle fois dans « Peines d'amour gagnées »
- Dans un épisode de la série dérivée de Doctor Who, The Sarah Jane Adventures, « Mona Lisa's Revenge » on apprend que la Joconde a été peinte à partir de la poudre contenue dans une météorite.

### Écriture

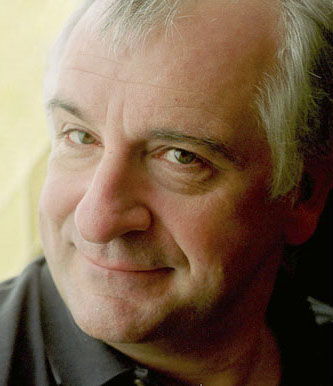
L'épisode fut co-écrit par Douglas Adams.

### Casting

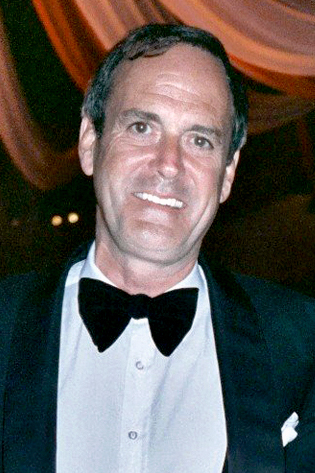
L'épisode voit une apparition du comédien John Cleese.